# HD 135730
HD 135730，又名CD-40 9481，SAO 225631、HR 5682，是一颗恒星，视星等为6.28，位于銀經330.56，銀緯13.81，其B1900.0坐标为赤經15h 11m 34.8s，赤緯-40° 13.81′ 37″。